# Frutiger Aero
Frutiger Aero — стиль та естетика, яка створена приблизно у 2004 році та була популярна до 2013 року. Вона прийшла на заміну Y2K. Найчастіше представлена як дизайн інтерфейсу. Сучасний розвиток стилю вважається «вирваним з рук корпорацій».

## Етимологія
Frutiger Aero названо на честь теми Windows Aero, яка використовувалась у Windows Vista і 7 та дизайнера Адріана Фрутігера, шрифти якого також використовувалися у Windows.

## Стиль
За основу взято скевоморфізм. З рис притаманних саме цьому стилю виділяються глянцеві текстури, вода, зокрема краплі, бульбашки, образи природи, чистих ліній і спокійні кольори.

## Історія
Цей стиль прийшов на заміну Y2K у 2005 році.
Сам термін Frutiger Aero був запроваджений Софі Лі з Дослідницького інституту споживчої естетики у 2017 році.
Між 2012 і 2014 роками інтерфейси на комп'ютерах, мобільних пристроях і вебсайтах зазнали кардинального зсуву в бік плаского дизайну. Цей зсув збігся із занепадом Frutiger Aero та Windows Aero.
На початку 2020-х років естетика Frutiger Aero пережила ностальгічне відродження на Reddit, YouTube, а також TikTok, де хештег #frutigeraero було використано понад 30 мільйонів разів.

## Використання
Багато хто використовував Frutiger Aero, але найпопулярнішими прикладами є:
- Тема Windows Aero, що використовується у Windows XP;Windows Vista та Windows 7
- Інтерфейс ігрових консолей Wii та Wii U[4]
- Інтерфейс девайсів iPhone та iPad
- Інтерфейс телефонів Samsung Galaxy S
- Інтерфейс відеогри Sims 3
- Інтерфейс консолі Xbox 360[3]
- Стиль відеогри Fruit Ninja[1]